# Carl Siegmund von Arnim
Carl Siegmund von Arnim, auch Carl Sigismund von Arnim, normiert auch Karl Siegmund von Arnim und Karl Sigismund von Arnim (* 29. April 1700; † 7. August 1773), war ein sächsischer Landtagsabgeordneter, schriftsässiger Rittergutsbesitzer sowie General.

## Leben und Karriere
Er entstammt  dem Adelsgeschlecht von Arnim und war Gutsherr auf Schloss Neusorge. Daneben war er General und Chef über ein Regiment der Kavallerie.
Als Vertreter der Allgemeinen Ritterschaft nahm er an den Landtag 1746 und 1749 in Dresden teil.